# 森田雅也
森田 雅也（もりた まさや、1958年 - ）は、日本の国文学者。日本近世文学研究者。関西学院大学文学部文学言語学科教授。

## 経歴
1958年に兵庫県の明石市で生まれた。関西学院大学文学部卒業、同大学院修了後、1991年関西学院大学文学部助手、1992年講師、1995年助教授、2001年教授。2005年「西鶴文芸史の研究 受容理論を基底とした分析」で関西学院大学文学博士。

## 人物
日本近世文芸世界の展開を「受容文芸学」という学的立場から探究している。とりわけ、西鶴文芸の体系化を研究課題としているが、叙事文芸に限らず、俳諧、芸能などの文芸環境・社会的背景をも含めた総合的な視野からの研究を行っている。特に、西鶴を中心とした浮世草子・俳諧・歌舞伎・浄瑠璃・アジア文学との関係等上方文学史・元禄文学の諸相を体系化することを課題としている。また、大学共同研究では、長く海洋文学（島国文学）の特色についても研究するほか、他にも時代小説や近代に書かれた和文などにも取り組む。

## 編著書
- 『西鶴諸国はなし』西鶴研究会編 和泉書院 1996年4月 ISBN 4870887932 （三弥井古典文庫 2009年3月 ISBN 4838270658）。
- 『西鶴浮世草子の展開』 和泉書院 2006年3月 ISBN 4757603665。
- 『西宮のむかし話―児童文学から文学へ』 生駒幸子共著 関西学院大学出版会 2011年5月 ISBN 9784862830937。
- 『西鶴が語る江戸のダークサイド ― 暗黒奇談集』 西鶴研究会編 ぺりかん社 2011年3月 ISBN 9784831512888。

## 論文等
- 「西鶴と西宮えびす―西鶴説話の生成方法への一考察―」『人文論究』第60巻第4号、2011年3月、1-24頁、NAID 120003802582。
- 「西鶴の武人形象にみる歴史認識～その敗将溢美の方法をめぐって(上)～」『日本文芸研究』第60巻3，4号合併号、2009年3月、23-41頁、NAID 40016589245。
- 「西鶴と遊女と百物語－『諸艶大鑑』巻２の５を視座として－」『人文論究』第58巻、2008年9月、NAID 110007156096。
- 『元禄文学からみる流行小袖の隆盛』 関西学院大学アート・インステイチュート  2008年3月
- 「歌舞伎・文楽にみる動物と人間の関係」『ヒトと動物の関係学会誌』第18号、2007年5月、29-。
- 「「武道伝来記」における創作視点」『日本文芸学』第22号、1985年、74-83頁、NAID 40000262804。
- 「近世後期和文集の越境--『文苑玉露』から『遺文集覧』へ (特集 近世・ジャンルの越境)」『日本文学』第45巻第10号、1996年10月、22-30頁、NAID 110009914475。
- 「「銀遣へとは各別の書置」考--相続制度からの読みをめぐって (特集 変容する読書論・読者論)」『日本文学』2003年1月、NAID 110009897233。
- 『難波西鶴と海の道』 連載第1回〜第100回  大阪日日新聞 2011/3/2〜2013/1/30
- 「西鶴『一目玉鉾』と「海の道」--島国文化としての視点から-」『島国文化と異文化遭遇』2015年3月31日。ISBN 9784862831996。
- 「西鶴と談林俳諧」『日本文藝研究』第66巻第2号、NAID 120005758773。
- 篠原進・中嶋隆 編「西鶴の海と舟の原風景『西鶴大矢数』にみる地方談林文化圏の存在」『言葉の魔術師西鶴』ひつじ書房、2016年11月。ISBN 978-4-89476-785-0。
- 森田, 雅也「西鶴文芸史の研究 : 受容理論を基底とした分析」、関西学院大学、2005年3月4日、NAID 500000331770、学位授与番号: 乙第297号。。